# Телекоммуникации в Чехии
Телекоммуникации в Чехии считаются развитыми. При этом телекоммуникационный бизнес является низкомаржинальным и высокозатратным из-за дорогого процесса строительства магистральной инфраструктуры и сетей доступа.

## Телефония
Телефоны — основные направления в использовании: 2.888 млн. (2006)
Мобильные сотовые телефоны: 13,075 млн человек (2007)
Телефонная система:
Внутренняя сеть: 86 % телефонных коммутаторов являются цифровыми; существующие медные кабельные сети улучшены с введением оборудования асимметричных цифровых абонентских линий (ADSL) для возможности передачи Интернет и других цифровых сигналов; магистральные системы включают в себя волоконно-оптический кабель и регионы микроволновой радиорелейной связи Индийского океана, «Интелсат», «Ютелсат», «Инмарсат», «Глобалстар» .
| Количество абонентов мобильных и фиксированных сетей телефонной связи в Чехии с 1989 по 2011 г. Источник данных: ČSU. |
| --- |

## Радиовещание
Радиостанции: 31 AM, FM 304, коротковолновые 17 (2000)
Радиоприемники: 3159134 (декабрь 2000)
Цифровое радио DAB+ вещает в Праге, Брно, Либерце, Остраве и Пльзени.

## Телевизионное вещание
Телевизионных станций: 150 (плюс 1434 ретрансляторов) (2000)
Телевизоры: 3405834 (декабрь 2000)
Формат вещания: DVB-T.
Аналоговое ТВ-вещание в Чехии было прекращено в 2012 году.

## Интернет
Интернет-провайдеры: более 300 (2000)
Интернет-пользователи: 4.4 млн. (2007)
В Чехии наибольшее количество wi-fi — абонентов в ЕС. К началу 2008 в ней находилось более 800, в основном, местных провайдеров беспроводного доступа с количеством абонентов около 350 000 в 2007. Мобильный интернет очень распространен. Развитие GPRS, EDGE, UMTS и CDMA2000 было анонсировано тремя мобильными операторами (T-Mobile, Vodafone, Telefonica O2) и интернет-провайдером U:fon. Государственный Český Telecom замедлил распространение широкополосного вещания. В начале 2004 г. альтернативные операторы начали предлагать технологии ADSL и SDSL. Их внедрение и приватизация Český Telecom помогла снизить цены.
1 июля 2006 Český Telecom был куплен глобальным оператором Telefonica (из Испании) и получил имя Telefónica O2 Czech Republic.